# Vodárenská věž Kladruby nad Labem
Vodárenská věž Kladruby nad Labem, nazývaná také Vodárenská vyhlídka v Kladrubech nad Labem, je rozhledna a zaniklá vodárenská věž v Národním hřebčíně Kladruby nad Labem v Kladrubech nad Labem v okrese Pardubice v Pardubickém kraji a v nížině Východolabská tabule.

## Historie a popis
Vodárenská věž Kladruby nad Labem je v severní části areálu Národního hřebčína Kladruby nad Labem ve výšce 207 m n. m. Stavbu tvoří 4 nosné železobetonové pilíře, zakončený podlažím, které nese kruhovou horní část stavby s vodní nádrží. Zastřešení vodojemu je zakončeno lucernou. V rámci obnovy a zatraktivnění byl vodojem v roce 2016 přeměněn na rozhlednu, která byla zpřístupněna 1. dubna 2016. Výstup na rozhlednu umožňuje vnější točivé ocelové schodiště s 87 schody. Vodárenská věž byla postavena kolem roku 1925, je vysoká 21 m a vyhlídková plošina je umístěna ve výšce 17 m.

## Další informace
Vstup na vodárenskou věž je zpoplatněn.

## Galerie

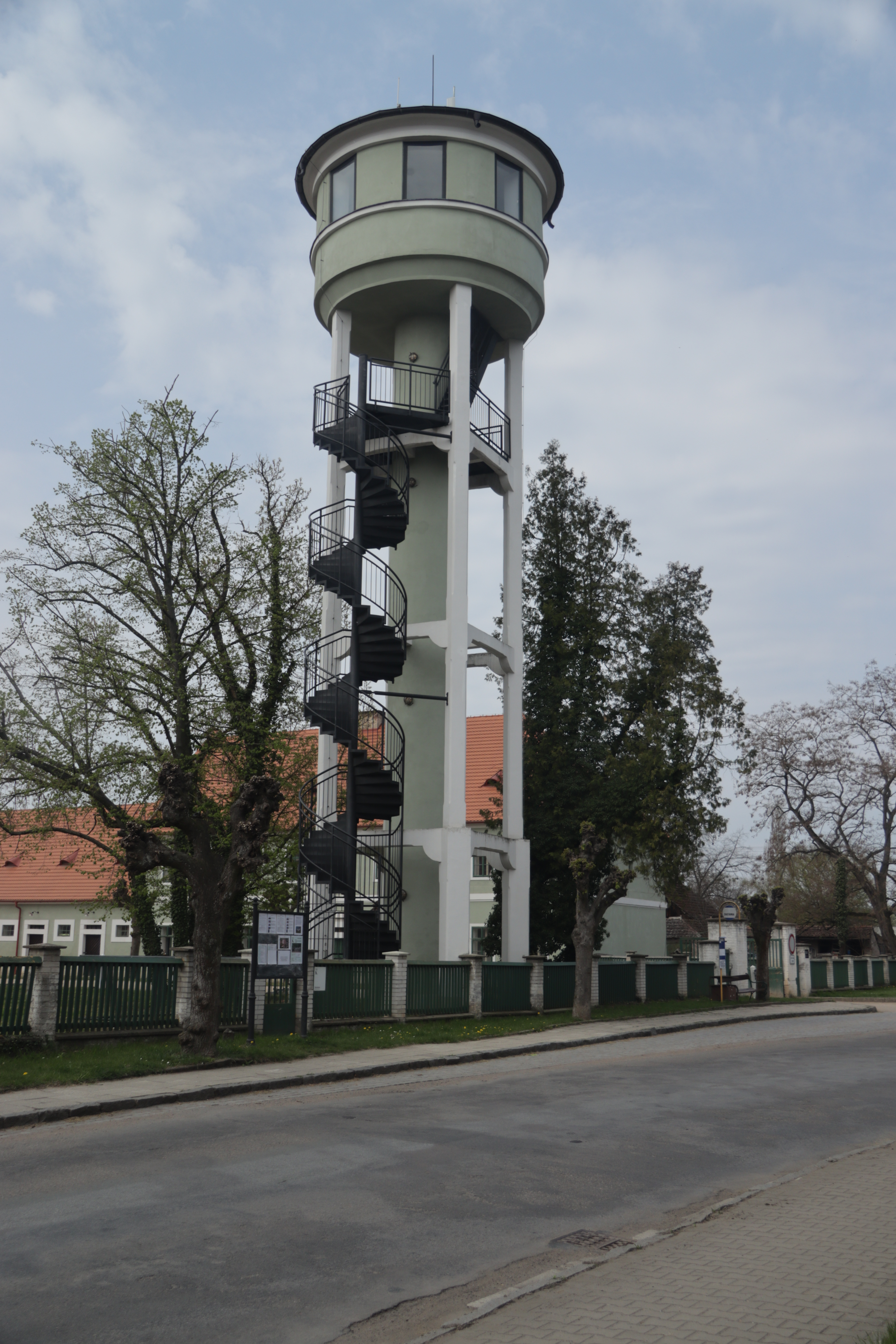
Celkový pohled na věž